# 지은서
지은서(1987년 5월 2일 ~ )는 대한민국의 전 영화배우다.

## 개요
- 2007년 미국으로 이민 하였고 미국 로스앤젤레스 연극 배우 데뷔하였다.
- 2012년 미국으로 이민 하였고 미국 로스앤젤레스 연극 배우 마지막 데뷔하였 마치고 대한민국 서울특별시 돌아온뒤 연극배우 데뷔 이전 하였다.
- 2015년 대한민국 서울특별시로 데뷔 통하여《까시》 (2015) - 20대 세라 역 정식 데뷔하였다.

## 출연작

### 영화
- 《색에 놀다》 (2017)
- 《마약왕》 (2017) - 선상파티녀 역
- 《미옥》 (2017) - 아가씨1 역
- 《VIP》 (2017) - 여자 역
- 《속사정》 (2017) - 이수연 역
- 《올리고당 더 무비》 (2017)[1]
- 《동창회의 목적 3》 (2017)
- 《리얼》 (2016) - 밀실클럽 중독자 역
- 《불청객 - 반가운 손님》 (2016)[2] - 미라 역
- 《남녀의 궁합》 (2016)
- 《청춘학당2: 기생난입야사》 (2016) - 소향 역
- 《개인교수: 심화학습》 (2015)
- 《공즉시색》 (2015) - 주영 역
- 《까시》 (2015) - 20대 세라 역

## 주요활동
- 아재쇼[3]

## 특이사항
- 성인배우로 데뷔하여 SNS와 여커뮤니티에서 화제가 되며 이례적으로 높은 인지도를 얻었다.[출처 필요]